# Hermann Kahlcke
Hermann Kahlcke (* 30. April 1838 in Friedrichsgabekoog; † 22. November 1913 in Heide) war Landwirt und Mitglied des Deutschen Reichstags.

## Leben
Kahlcke besuchte die Volksschule und hat bis zum 27. Lebensjahre auf dem väterlichen Hofe die Landwirtschaft praktisch betrieben. 1865 hat er einen eigenen Besitz in Hedwigenkoog übernommen und bis 1895 selbstständig betrieben. Weiter war er Mitglied des Kreistages, des Kreis-Ausschusses, des Provinziallandtages Schleswig-Holstein und von 1895 bis 1903 des Preußischen Hauses der Abgeordneten für den Wahlkreis Schleswig-Holstein 12 (Norderdithmarschen).
Von 1898 bis 1903 war er Mitglied des Deutschen Reichstags für den Wahlkreis Provinz Schleswig-Holstein 5 Dithmarschen, Steinburg und die Nationalliberale Partei.